# Figueiró dos Vinhos
Figueiró dos Vinhos – miejscowość w Portugalii, leżąca w dystrykcie Leiria, w regionie Centrum w podregionie Pinhal Interior Norte. Miejscowość jest siedzibą gminy o tej samej nazwie.

## Demografia
| Liczba ludności gminy Figueiró dos Vinhos (1801–2011) | Liczba ludności gminy Figueiró dos Vinhos (1801–2011) | Liczba ludności gminy Figueiró dos Vinhos (1801–2011) | Liczba ludności gminy Figueiró dos Vinhos (1801–2011) | Liczba ludności gminy Figueiró dos Vinhos (1801–2011) | Liczba ludności gminy Figueiró dos Vinhos (1801–2011) | Liczba ludności gminy Figueiró dos Vinhos (1801–2011) | Liczba ludności gminy Figueiró dos Vinhos (1801–2011) | Liczba ludności gminy Figueiró dos Vinhos (1801–2011) | Liczba ludności gminy Figueiró dos Vinhos (1801–2011) |
| ----------------------------------------------------- | ----------------------------------------------------- | ----------------------------------------------------- | ----------------------------------------------------- | ----------------------------------------------------- | ----------------------------------------------------- | ----------------------------------------------------- | ----------------------------------------------------- | ----------------------------------------------------- | ----------------------------------------------------- |
| 1801                                                  | 1849                                                  | 1900                                                  | 1930                                                  | 1960                                                  | 1981                                                  | 1991                                                  | 2001                                                  | 2004                                                  | 2011                                                  |
| 2 430                                                 | 5 068                                                 | 9 702                                                 | 10 699                                                | 11 545                                                | 8 754                                                 | 8 012                                                 | 7 352                                                 | 7 080                                                 | 6 169                                                 |

## Sołectwa
Sołectwa gminy Figueiró dos Vinhos (ludność wg stanu na 2011 r.)
- Aguda – 1106 osób
- Arega – 870 osób
- Bairradas – 487 osób
- Campelo – 278 osób
- Figueiró dos Vinhos – 3428 osób